# Cynorkis globosa
Cynorkis globosa är en orkidéart som beskrevs av Rudolf Schlechter. Cynorkis globosa ingår i släktet Cynorkis, och familjen orkidéer. Inga underarter finns listade i Catalogue of Life.